# Andrzej Sabatowski
Andrzej Józef Sabatowski (ur. 3 maja 1946 w Sosnowcu) – polski dziennikarz i nauczyciel, członek Krajowej Rady Radiofonii i Telewizji w kadencji 2016–2022.

## Życiorys
W młodości był alumnem Wyższego Seminarium Duchownego Archidiecezji Częstochowskiej. Ukończył studia na Wydziale Filozoficzno-Historycznym Uniwersytetu Jagiellońskiego. Pracował jako nauczyciel w szkołach średnich, a od 1976 jako dziennikarz krakowskiego „Życia Literackiego”. Na początku lat 90. związany z Kongresem Liberalno-Demokratycznym, kandydował z ramienia tego ugrupowania do Sejmu w 1993. Współtworzył związkowy tygodnik regionalny „Małopolska”, był też redaktorem naczelnym dziennika „Depesza”, zaś w latach 2001–2005 pracował w magazynie kulturalnym „Karnet”. W okresach 1991–1994 i 2007–2012 zatrudniony w Telewizji Polskiej. Był m.in. kierownikiem publicystyki i informacji oraz pełnomocnikiem dyrektora TVP3 Kraków, a później zastępcą dyrektora ds. finansów i produkcji oraz dyrektorem TVP3 Wrocław. Pracował również w grupie Gremi Media, obejmującej m.in. wydawcę „Rzeczpospolitej”.
We wrześniu 2016 został powołany przez prezydenta RP Andrzeja Dudę na członka Krajowej Rady Radiofonii i Telewizji na okres sześcioletniej kadencji.

## Życie prywatne
Jego żoną została dziennikarka Magdalena Drohomirecka.

## Odznaczenia i wyróżnienia
W 2025 odznaczony Krzyżem Oficerskim Orderu Odrodzenia Polski. W 2011 został wyróżniony Medalem „Niezłomnym w słowie”. W 2019 otrzymał Krzyż Wolności i Solidarności.